# 厉声教
厉声教（1935年1月7日－2017年8月6日），籍貫浙江錢塘（今杭州市），生于南京，长于上海。中华人民共和国资深外交官、国际法学家、中美问题专家、双语作家。被公认为国际海洋法和中国边界与海洋事务权威专家，曾起草联合国公约，受周恩来肯定与两次接见。

## 生平
厉声教1935年1月7日出生于南京。1937年举家迁居上海。1940年，进入上海市工部局新闸路小学（今静安区第一中心小学）。1946年考入上海市市西中学。在市西中学就读期间，不仅学业优秀，足球、篮球球技也非常出众，在整个上海市都小有名气，是市西中学的明星人物。
1952年考入南京大学地理系经济地理专业。在南京大学期间，学习成绩优异，善诗词，英语成绩尤为突出。他还是南京大学篮球校队的主力队员，并被选拔为南京市足球队队员和南京青年足球队队员，代表南京市及南京大学参加了多个全国性运动会及足球、篮球比赛。品学兼优，才华出众的厉声教一时也成为南京大学的明星人物。
1956年9月，厉声教进入外交学院工作，在世界经济教研室任教员。
1956年11月，被时任外交部条约委员会主任委员的阎宝航选入外交部条约委员会（1958年后改称条约法律司），专门从事领土边界方面的工作和研究，并被作为外交部国际法专家刘泽荣的接班人加以重点培养和锻炼，是刘泽荣在外交部的唯一入室弟子与接班人。与厉声教同年进入外交部条约委员会的还有后成为中华人民共和国首任联合国国际法院大法官的倪征𣋉，二人结下了终生的友谊。
1958年8月，在刘泽荣、倪征𣋉、周鲠生三位外交部国际法专家向毛泽东与周恩来做关于领海法律制度等问题的汇报时，厉声教作为刘泽荣的接班人，曾受到毛泽东与周恩来的关注。
在此期间，厉声教深度参与了中缅、中印、中朝、中苏等边界谈判，并在国家官方地图上的国界线标绘、解决大陆边界纠纷与岛屿矛盾等方面做了大量的工作，为维护边疆稳定，更好地开展周边外交工作作出了贡献，也为今日继续搞好同邻国的关系奠定了基础。
其1960年撰写的调研报告《波兰领土变迁》及对于德波边界寇松线问题的研究获得了中央领导的关注与重视。外交学院等单位闻讯后，屡次索求此文。外交部为此专门安排厉声教在大会上就此作专题业务讲座。调研报告和讲座受到了国际法学界泰斗周鲠生等外交部专家的好评。
1962年至1964年在外交学院进修。
中华人民共和国加入联合国后，厉声教与倪征𣋉作为中国代表团顾问一同参加了自1972年3月到1982年12月历次的联合国海底委员会会议和随后的联合国海洋法会议。厉声教与倪征𣋉是《联合国海洋法公约》中文本的主要起草人与定稿人，并参与了英文本的起草与定稿工作。
厉声教1973年10月就领海宽度问题向周恩来总理的重要建言，获得了周恩来的肯定与支持，使得中国坚持了12海里而非200海里领海宽度的主张，并最终于1982年以既定12海里领海宽度签署了《联合国海洋法公约》。会议1982年最终通过了地位仅次于《联合国宪章》的《联合国海洋法公约》，中国成为主要签字国家之一，周恩来、厉声教等人的努力在其中发挥了不可忽视的作用，为维护国家主权，争取中国及其他广大发展中国家的海洋权益，以及对该公约的产生和顺利通过都作出了贡献。
在此期间，厉声教还与倪征𣋉作为中国代表团顾问一同参加了第二十七届联合国大会，并同国家测绘总局地名委员会共同组团参加了联合国地名标准化会议，以及其他联合国会议等。这一时期，厉声教频频代表国家参加国际外交活动与外交谈判。他出色地完成了国家托付的重任，也赢得了其他与会国家代表对中国的尊敬。
1986年，厉声教调任中国驻巴巴多斯大使馆参赞，1987年被任命为中国驻巴巴多斯代理大使，此间正值中国与巴巴多斯建交十周年。厉声教在任期间积极推进中巴两国在各领域的友好合作，并在国际事务中保持良好沟通与配合，巩固了双边关系，为今日的中巴两国友好关系奠定了基础。从巴巴多斯卸任后，厉声教被任命为中国驻加拿大多伦多副总领事，主管侨务等方面的工作。他在任期间十分关心当地华侨华人的生存与发展，在保护侨胞的合法权益方面做了大量的工作，为他们解决了很多实际问题，深受多伦多广大华侨华人们的景仰和爱戴。他还曾参与对国际形势和国家外交政策中的一些重大问题进行调查研究，为中央在外交外事决策方面提供对策建议。
在繁忙的外交工作之余，厉声教还参与、组织了一系列国内外重要学术活动，曾受美国哥伦比亚大学之邀作为高级访问学者前去访学，为提高中国在国际上的学术声誉作出了贡献。
退休后，厉声教仍十分关心外交事业的发展，並運用自身国家边海事务方面的权威特長，为中國的外交事业及外交史方面的研究贡献自己的余热。他还兼任多所知名学府、智库的客座教授与名誉顾问，将自己平生所学倾囊传授给新一代的有志青年，同时为国家的外交、外宣及教育事业的发展建言献策，贡献自己的一份力量。其所讲授的课程内容包括外交实务、国际法、中美关系、跨文化沟通、外交史、国际传播等。
此外，他还受邀在多家国际知名媒体上开设英文专栏，向世界讲述“中国故事”。厉声教也是首位在美国《赫芬顿邮报》等西方主流媒体上开设个人专栏的中国外交家。他还发挥自身外交外事经验丰富，人脉高端广博等优势，致力于文化外交，注重对外民间友好交往，促进了中西方更好地沟通和交流，为提升中国文化国际影响力和软实力，配合整体外交工作大局作出了积极的贡献。
晚年的厉声教投入了大量精力整理自己早年即开始记录的外交日记等材料，大量材料在其生前均未发表。
2017年8月6日7时38分，厉声教因病医治无效，在北京逝世，享年82岁。8月16日上午9时，厉声教的遗体告别仪式在北京八宝山革命公墓举行。
厉声教去世前曾给家人留下三大遗愿：第一，身后事一切从简，不给国家和亲友增加负担；第二，遗体捐出，用于医学研究；第三，丧葬费用全部捐出，一部分用于老年疾病的研究，帮助更多老年人，另一部分捐给母校南京大学和上海市西中学。
厉声教自1956年投身中国外交事业，在50余年的外交生涯中，深度参与了中缅、中印、中朝、中苏等边界谈判及联合国海洋法会议等重大国际谈判，先后担任联合国海洋法会议中国代表团顾问、联合国大会中国代表团顾问、中国驻巴巴多斯代理大使、中国驻多伦多副总领事、外交部参赞、外交部顾问等职。他被公认为国际海洋法和中国领土、边界问题权威专家，是《联合国海洋法公约》中文本的主要起草人与定稿人之一，并参与了英文本的起草与定稿工作。他为国家的外交事业作出了杰出贡献，受到周恩来总理的肯定与两次接见。在遗体告别仪式上，周恩来侄女周秉德特为其敬献了花圈。

## 评价
中国外交部评价厉声教：“厉声教同志在外交部及驻外使领馆工作期间，认真执行党和国家的外交路线，努力开展外交活动，注重调查研究，实事求是。他光明磊落，襟怀坦荡，工作勤奋，尽职尽责，默默奉献，廉洁奉公，艰苦朴素，诚恳待人，作风正派。退休后，厉声教同志仍然十分关心党和国家的改革开放事业，衷心拥护党中央的领导，对祖国的未来充满信心。厉声教同志的一生，是革命的一生，战斗的一生。他把毕生精力全部贡献给了他为之奋斗的共产主义事业。他的逝世，使我们失去了一位好党员、好同志、好干部。我们要学习他的优秀品质，为实现中华民族伟大复兴的中国梦而努力奋斗。”
中国共产党新闻网评价厉声教：“在政治运动中，厉声教同志虽遭受冲击，多次被下放劳动改造，但面对逆境，他仍坚持原则，始终拥护周恩来总理，依然坚信党和组织，表现出了共产党人的高尚品格。”
中共第十届、十一届中央候补委员，毛泽东的主要英文翻译唐闻生称：“声教同志英语很好，是一位钻研业务的学者型干部，在外交部文化大革命中反对极左。”
中国原驻俄罗斯大使武韬称：“声教同志，敦厚勤勉，谦谦君子，风范长存。”
中国外交部原翻译室主任、中国原驻卢森堡大使、著名外交家吴建民夫人施燕华：“我和建民自上世纪七十年代初就曾和声教同事一段时间并建立友谊，特别是他们俩曾一起参加联合国海洋法会议的工作，经常互相切磋。声教对工作的细致认真令人钦佩，对一些问题都能把来龙去脉讲得一清二楚。建民生前也经常和我谈起他，称赞他为人正派，事业心强。退休后我多次在外交部与他同桌吃饭，发现他仍为外交部国际法方面的人才培养殚精竭虑。”
中国驻马来西亚大使、外交部条法司原司长、联合国国际法委员会委员黄惠康：“厉老对国家的外交条法事业贡献良多，海内外条法人将永远铭记在心。厉老对司里的工作十分关心，特别是为整理司史竭尽心力。现在悬挂在司会议室的条法司简史就凝聚了他老人家的智慧和奉献。”
中国外交部边界与海洋事务司司长欧阳玉靖：“厉老是我国从事边界与海洋事务工作的外交官中硕果仅存的老专家，他的逝世令人痛惜。厉老是我们为数不多的老同行、老前辈之一，在历届条法司同事中都很有口碑，我们都非常敬重他。厉老高风亮节，淡泊名利，一生为人坦诚，默默奉献，为国家的条法与边海事业作出了大量的贡献。特别是退休后，仍继续积极地为国家边海事业发挥余热。这种忘我的精神必将激励我们在新的时期不忘初心，砥砺前行！”
中国科学院院士、中国南海研究协同创新中心主任王颖：“厉声教是一个很出色的外交家，他英语非常好，专业也很扎实。他一辈子兢兢业业，不求名，不求利，是一个非常杰出的学者型外交官。厉声教对周恩来总理主持外交大政与成就，是钦佩、信服与忠诚执行的。可以说，他遵守我国外交工作的原则与作风，终生不渝。他忠贞爱国，且很有情趣，思想境界也很高。作为外交官，他宣扬了国家，团结了人民，他的逝世是一个损失。”
中国工程院院士、国家气象中心原主任李泽春：“声教是一名杰出的外交官，代表国家参与了多个重大的国际谈判，并获得了周恩来总理的肯定，是我们市西中学最杰出的同学之一。声教为人，光风霁月，至真至纯，从来‘事无不可对人言’。他于功名利禄并不如何计较，终其一生都保有一颗勤勉务实，淡泊宁静的赤子之心，这固然令他长葆谦和沉着的气度，却也令人误以为是因他过得一帆风顺。唯有真正懂得他的人，才知道他的‘不动声色’，是遭遇过多少磨难与坎坷后的淡然。较之于他丰溢的才华与贡献，他这一生，终是歉收了。”
中国农业银行总行原国际业务部总经理邹一民：“厉声教同志一生严格要求自己。在工作上认真负责，敢于谏言，勤奋刻苦，努力钻研，学习和掌握各种新知识。在政治运动中，为人正直，不随波逐流、虚伪冷漠。在日常生活中对人和善，生活纯朴，与人无争。尽管老厉曾受磨难，但他仍能乐观从容地面对一切，他是个坚强乐观的人。”
中国驻约翰内斯堡总领事阮平：“厉老为人谦逊、没有架子，深受我们年轻人喜爱，他不势利、正直让我们钦佩，他看问题全面、分析事件深刻，他严谨的工作作风则让我们一辈子受益。”

## 家族
据权威史料记载，厉声教先祖是周朝齐国开国国君姜尚（字子牙）。
- 七世祖：厉鹗（字太鸿，号樊榭），清代著名文学家、学者。[1][7]
- 祖父：厉良玉（字韫山），清朝官员，晚清著名金石篆刻家、西泠印社创始人之一。[1]
- 父亲：厉麟似（名家祥），中华民国著名教育家、外交家、语言学家，联合国中华民国分部创办人、中国电化教育奠基人，德国海德堡大学哲学博士。[1][7]
- 大伯父：厉绥之（名家福），中国第一代西医、浙江医科大学创始人之一，毕业于日本京都帝国大学。[1][9]
- 二伯父：厉尔康（字佛磬），中华民国高级将领，曾任国民政府军事参议院院长、国民革命军陆军中将，政治家陈立夫的结拜兄弟、中华民国上将陈诚的老师，毕业于日本陆军士官学校。[1][9]
- 三伯父：厉瀛程（名家桢），中华民国官员，浙江省高等警监学校创始人，曾任浙江省南田县县长、萧山县县长，毕业于日本庆应大学。[9][10][11][12]

## 轶事
厉声教青年时期曾是一名运动健将。在南京大学就读期间，曾被选拔为南京市足球队队员、南京青年足球队队员和南京大学校篮球队主力，1950年代曾代表南京市及南京大学参加多个全国性运动会及足球、篮球比赛。1953年在南京大学首届校运动会上，厉声教夺得100米短跑季军。从南京大学毕业进入外交部后，厉声教成为外交部篮球队主力队员、队长兼教练；中年以后改打乒乓球，曾获外交部乒乓球比赛冠军。
厉声教的父亲厉麟似与周恩来是故交，二人曾同在欧洲留学并结下友谊。周恩来于1924年回国，在黄埔军校任政治部主任，而厉麟似也于1930年从德国海德堡大学博士毕业归国，在教育部社会教育司任司长，二者后均成为享誉世界的外交家。厉麟似也是上海文化界抗日代表人物之一，对于促进国共两党合作抗日起到了重要作用。无巧不成书，厉家与厉声教夫人家还均分别与周恩来有远亲关系。厉声教曾多次深情地表示，周恩来总理是他一生最敬佩的人，是他的偶像。在外交部的政治运动中，厉声教虽遭受冲击，但面对逆境，他仍坚持原则，始终拥护周恩来总理，终生不渝。在厉声教的遗体告别仪式上，周恩来侄女周秉德特为其敬献了花圈。